# Dialecte meskhète
Le dialecte meskhète est un dialecte du turc anatolien parlé par les Meskhètes vivant en Géorgie. 

## Classification
Ce dialecte fait partie du groupe des dialectes turcs de l'est et se divise en deux branches :
- Le "Yerli Ağzı" (parler local) est proche des parlers à Ardahan, Posof, Oltu, Olur, Şenkaya, İspir, Tortum, Artvin ;
- Le "Terekeme Ağzı" (parler turkmène) est proche des dialectes de Kars (sans Ardahan, Posof), Erzurum, Gümüşhane et Erzincan[2].

## Caractéristiques
De nombreux emprunts au russe et au géorgien sont utilisés dans la langue meskhète, en plus d'emprunts de langues locales où les locuteurs ont été déportés (en Ouzbékistan et au Kazakhstan en grande partie). Le meskhète a été écrit avec l'alphabet géorgien par deux fois dans l'histoire ; l'utilisation de l'écriture géorgienne permet de constater que la phonologie du meskhète diffère de celle du turc standard : 
- Le e était parfois remplacé par le a comme dans მამლაქათინდა mamlakatinda à la place de memleketinde ჯაჰანამ cahannam pour cehennem en turc moderne du fait de la prononciation du meskhète ;
- Le u étant remplacé par le i en meskhète, le mot doğru s'écrivait დოღრი doghri ;
- Le f était parfois remplacé par un p comme dans ფიქირ pikir à la place de fikir (idée) ;
- Le gh initial était prononcé q comme ყაირი qayri à la place de gayri ;
- Le ñ nasal du vieux turc a été soit maintenu (atañiza) là où le turc moderne l'a remplacé par un /n/ (atanıza), soit il est devenu un [ɣ] (თაღრი Tağrı pour Tanrı) ou bien il est devenu un /ng/ (დენგიზა dengiza pour denize) comme dans les dialectes de Kars et Erzurum.

## Ecriture
Bien que ce dialecte soit oral, il a été mis à l'écrit par des missionnaires avec l'alphabet géorgien pour traduire la Bible en turc. La première traduction date du 27 septembre 1739 par un auteur inconnu, tandis que la deuxième date de 1881 et a été réalisée par Aleksi Bakradze.
| an [ɑ] | ban [b]  | gan [g]  | don [d]  | en [e]  | vin [v]  | zen [z]  | than [t] | in [i]   | kan [k]  | las [l]  | man [m] | nar [n]  | on [o]  | par [p] | zhan [j] | rae [r] | san [s] | tar [t] |
| ა      | ბ        | გ        | დ        | ე       | ვ        | ზ        | თ        | ი        | კ        | ლ        | მ       | ნ        | ო       | პ       | ჟ        | რ       | ს       | ტ       |
| un [u] | phar [p] | khan [k] | ghan [ɣ] | qar [q] | shin [ş] | chin [ç] | can [ts] | jil [dz] | cil [ts] | char [ç] | xan [x] | jhan [c] | hae [h] | har [x] |          |         |         |         |
| უ      | ფ        | ქ        | ღ        | ყ       | შ        | ჩ        | ც        | ძ        | წ        | ჭ        | ხ       | ჯ        | ჰ       | ჴ       |          |         |         |         |

L'utilisation de l'alphabet géorgien n'était pas adaptée à la langue meskhète du fait de plusieurs choses notamment : 
- L'absence des phonèmes spécifiques du turc tels que ö, ü faisait que les lettres o, u servaient à les écrire[3] comme bugün écrit ბუგუნ bugun, ოლურ olur pour ölür ;
- Cependant le ı n'était pas remplacé et était ignoré dans l'écriture comme akılsız écrit აყლსიზ (aqlsiz)[3].